# ペーター・ビクセル

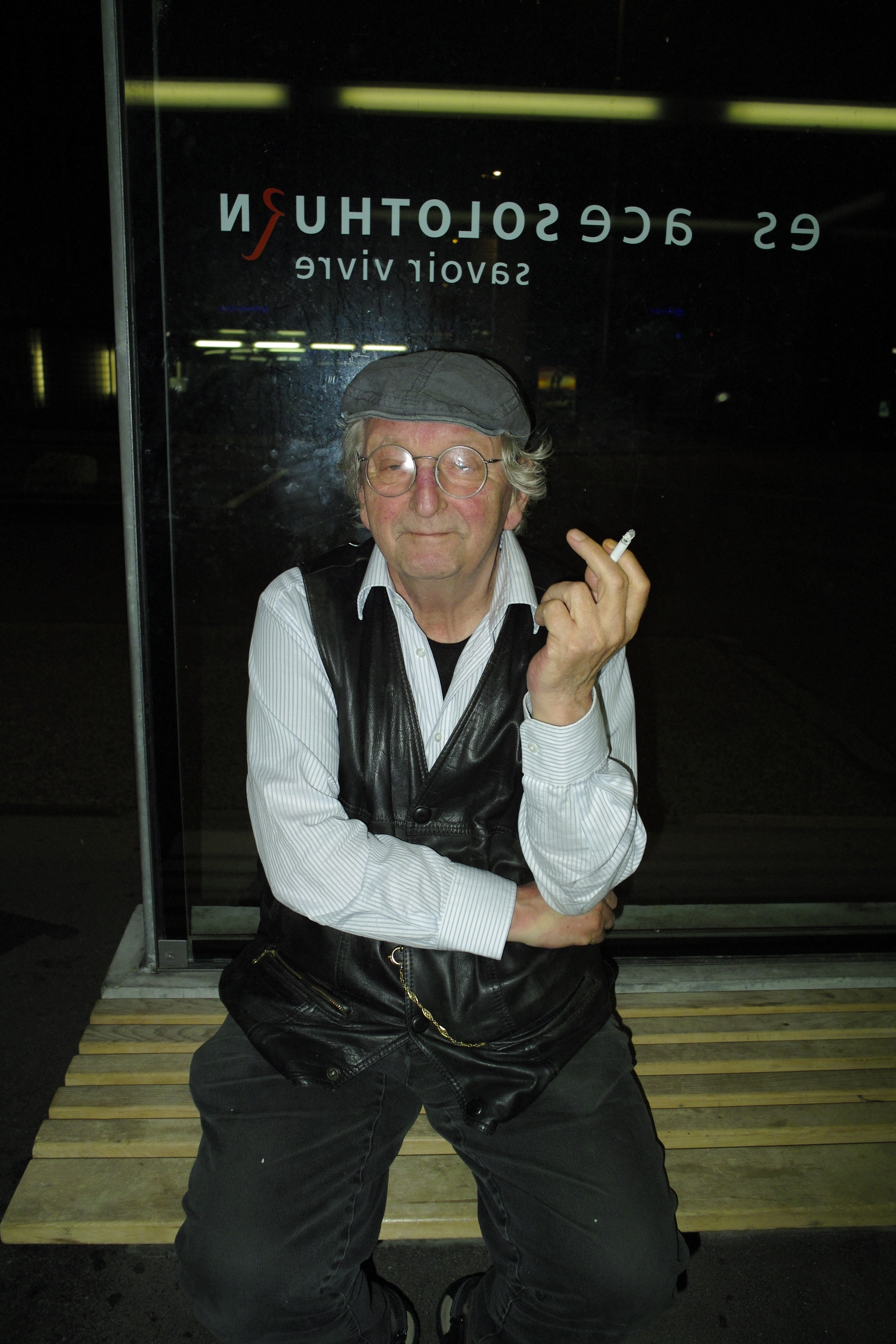
ペーター・ビクセル、2011年

ペーター・ビクセル（Peter Bichsel、1935年3月24日 - 2025年3月15日）は、スイスの国民的なドイツ語作家である。

## 経歴
スイスのドイツ語圏ルツェルンに手工業者の息子として生まれ、出生後まもなく同国オルテンに移った。ゾロトゥルン州で教員養成の課程を終えた後、同州の小学校教員の職に就き、1968年まで勤める。1958年劇作家のテレーゼ・シュペリ（Therese Spörri 1930-2005）と結婚、彼女との間に二児をもうけている。詩や小品などの自費出版を経て、1964年にデビュー作『ほんとうはブルーム夫人は牛乳屋さんと知り合いになりたいのだ』を発表。同作はスイスの出版界では異例の成功を収め、彼の名を一躍有名にした。1965年には第二作『季節』により、47年グループの朗読会でグループ賞を受賞している。
ビクセルは小品や断章的な作品を得意としている。その作風は特段なにごとも起こらない日常的な風景を、感情を交えず、しかしどこかユーモラスに、散文詩風の文体を用いて描くというもので、寡作ながら多くの愛読者を持ちまた多数の言語に翻訳されている。1970年には第三作にあたる児童文学『テーブルはテーブル』（原題：『こどもの物語』）でドイツ児童文学賞を受賞。その後もヨハン・ペーター・ヘーベル賞、ゴットフリート・ケラー賞などを受賞している。
ビクセルは1957年にスイス社会民主党に加盟しており、1974年から81年にかけては友人の連邦参議会議員ウィリ・リチャードの個人的アドバイザーを勤めている。1981年から82年にかけては西ドイツのベルゲン＝エンクハイムの市書記に選ばれ町誌の編纂に関わった。
2025年3月15日、ツフヴィルの老人ホームで死去。89歳没。